# Apicia subcineraria
Apicia subcineraria là một loài bướm đêm trong họ Geometridae.